# Leptopoecile sophiae
Leptopoecile sophiae е вид птица от семейство Aegithalidae.

## Разпространение
Видът е разпространен в Индия, Китай, Казахстан, Киргизстан, Непал, Пакистан, Таджикистан, Туркменистан и Узбекистан.